# Alexandre Lein

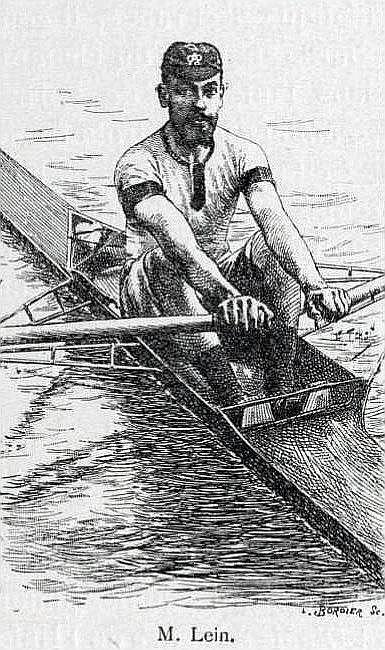
Alexandre Lein vers 1880 (champion de la Marne de 1883 à 1885, et de France de 1876 à 1883, en skiff).

Alexandre Lein, né le 9 mai 1856 à Saint-Pétersbourg et mort le 10 septembre 1934 à Nogent-sur-Marne, est un rameur français. Au total, Lein remporte d'affilée les huit premiers championnats de France d'aviron (en skiff), de 1876 à 1883, ainsi que l'édition de 1886. Il est considéré comme l'un des plus grands champions de l'aviron français. 

## Biographie

### Jeunesse et vie privée
Alexandre Lein est né le 9 mai 1856 à Saint-Pétersbourg d'un père russe et d'une mère française,. Il habite à Paris dès l'âge de quatre ans, y fait toutes ses études et est élève de l'École nationale supérieure des beaux-arts.
Alexandre Lein a eu deux fils, « l'un est mort bien avant la guerre, et l'autre tué dans les rangs de l'armée française pendant la grande tourmente ».

### Carrière sportive

#### Premières courses et premières victoires
Alexandre Lein commence la compétition en 1874 à Joinville-le-Pont lors d'une course locale à deux rameurs. Il remporte la course avec son équipier M. E. Guérineau sur un bateau nommé « Tôt ou tard ». Il devance le bateau nommé  « Blue Star » des frères Francis et Albert Fenwick. Quelque temps plus tard, il remporte la première course qu'il court en skiff devant M. E. Guérineau. Il participe au championnat de la Seine et il se classe troisième en skiff, malgré un skiff à dames de 25 kg, derrière Réginald Gesling et Monney.
En 1875, il prend part à 50 courses et il en remporte 39 à la fois en juniors et en seniors. Il domine Monney à deux reprises en yole à un mais celui-ci le bat au championnat de la Seine,,,. En 1876, il domine Réginald Gesling — vainqueur du Championnat de la Seine entre 1868 et 1874 — et remporte le championnat de France. Quelques mois plus tôt, il était devenu son élève. En 1877, Alexandre Lein ne perd aucune course à « un ». Il domine le champion allemand, Wild, à Anvers, dans une course de 4 000 m. Quelques minutes plus tard, il domine à nouveau le champion allemand avec Monney, Gaudin et Lambert. Il remporte devant L. Bidault le championnat de France et Monney termine troisième. Enfin, il domine Doniès, le champion de Belgique lors d'une course à Boulogne-sur-Mer.
En 1878, Alexandre Lein remporte pour la troisième fois consécutive le championnat de France. Lors de cette année-là, il n'est pas battu en couple.

#### Domination à un et exploit avec le Cercle nautique de France
En 1879, il participe à un match resté célèbre disputé entre Rouen et Paris. Le duel oppose l'outrigger du Cercle nautique de France monté en pointe par Géli, Pornon, Lein et Combes barré par Négro à un bateau de la société nautique de la Marne à deux de pointe monté par Jacquot, Schwab, Autran et Ribier. Le règlement de la course prévoit que l'équipe du Cercle Nautique de France doit prendre ses repas à terre et transporter elle-même son embarcation lors des passages des écluses. Le athlètes du bateau de la société nautique de la Marne peuvent manger à bord de leur bateau et même ramer pendant qu'il mange,. Les deux bateaux s'élance du Point-du-Jour avec deux heures et trente minutes d'écart afin de ne pas s'apercevoir et de ne pas se gêner. Le cercle nautique de France l'emporte en 23 h 45 soit cinquante minutes de moins que la Société nautique de la Marne,. Le chef de nage du cercle nautique de France, Géli, malade, n'a pas ramer pendant 60 km et Lein tient seul son côté pendant ce temps. Lors de cette année, il est « invinsible à un » et termine la saison par un nouveau titre de champion de France.

#### Plusieurs échecs en Angleterre
En 1880, Alexandre Lein se rend en Angleterre mais il est battu à « un », à « deux » et à « quatre » aux régates métropolitaines (en) ainsi qu'aux régates de Molesey (en). Il remporte le championnat de France en battant le champion de Belge, Polack. En 1881, Alexandre Lein retourne en Angleterre et est battu en outrigger à « deux » et à « un » par Wild et Pattinson. Il remporte le championnat de France devant Werlemann, champion de Belgique et Grove du London Rowing Club. Il remporte également le premier Championnat de la Marne devant Monney et Schwab. Enfin, le 16 octobre 1881, il domine Saint-Pé de Bayonne dans un duel en yole à Ivry.
En 1882, Alexandre Lein retourne aux régates d'Henley où il prend part à l'épreuve des « Diamond Challenge Sculls (en)». Il remporte les manches éliminatoires et se qualifie pour la finale face à Jefferson Lowndes (en). À mi-parcours, Alexandre Lein dispose de trois longueurs de retard mais il revient sur l'Anglais puis le dépasse. Cependant, il heurte un piquet dans l'eau, manque de chavirer et perd du temps ce qui permet à l'Anglais de repasser en tête. Alexandre Lein se ressaisi et reprend la tête avant d'heurter à quelques mètres de la ligne un second piquet et il doit s'incliner derrière Jefferson Lowndes. Le public anglais considère cette performance du rameur français comme un succès car malgré plusieurs arrêts il a rejoint son adversaire à chaque fois. Au championnat de la Marne, Alexandre Lein est battu pour 40 cm par Poulain. Cependant, il prend sa revanche au championnat de France qu'il remporte devant Poulain et Abel d'Hauttefeuille.
En 1883, il remporte avec Lacroix un duel l'opposant au « Pardaf » de Gand,. Lors de cette année, il n'est battu qu'une seule fois à Henley. Il remporte le championnat de la Marne devant Schwab et Cusin. Il l'emporte au championnat de France devant Abel d'Hautefeuille, Chaudoir et Bidault.

#### Défaites au championnat de France en 1884 et 1885 puis ultime titre en 1886
En 1884, Alexandre Lein remporte plusieurs succès seul et en équipe à Nice et à Turin mais il doit s'incliner à Lyon (battu par Bidault) et à Boulogne sur mer (battu par d'Hautefeuille). Il remporte le championnat de la Marne devant Gouin, Schwab et Séret mais se fait battre par d'Hautefeuille et Bidault lors du championnat de France.
L'année suivante, il prend sa revanche sur Bidault à Lyon puis remporte avec son équipe toutes les courses d'Anvers devant les équipes belges et néerlandaises. Il domine le championnat de la Marne devant Gouin et Huret mais se fait battre par Gouin dans le championnat de la Seine. Au championnat de France, il est battu par Bidault et termine deuxième devant d'Hautefeuille, Chaudoir et Gouin.
En 1886, il remporte pour le Cercle de l'aviron de Paris toutes les courses de Genève et d'Évian. Il est battu au championnat de la Marne par M. E Templier et par Gouin. Au championnat de la Seine, il est battu cette fois par Haueur et par Paul Flouest. Au championnat de France, il réalise l'une de ses plus courses et l'emporte devant d'Hauttefeuille, Haueur et Bidault. En effet, Abel d'Hauttefeuille fait un départ « foudroyant » et devance Haueur et Lein. Aux 1 500 m ou aux 1 800 m d'une course qui fait 3 km, Lein accèlère et double Haueur. Il fait son retard petit à petit et aux 2 500 m il est bord à bord avec d'Hautefeuille. Un contact se produit entre les deux rameurs, Lein s'arrête, proteste puis reprend la course et l'emporte d'un mètre.

#### Fin de carrière
En 1887, Alexandre Lein est battu à plusieurs reprises en skiff notamment par Tournier à Nantes et par Rambure au championnat de France,,. Il remporte à Venise la course en skiff et à quatre face à des équipes italiennes et autrichiennes. Au championnat de France, il est battu dans l'épreuve préparatoire par Tournier et Lacoste. L'année suivante, il abandonne en finale du championnat de France. Le 7 octobre, il s'impose dans la course de 17 kilomètres en canoë avec barreur. Il termine sa carrière lors du championnat de France 1889 où il parvient en finale mais il se fait battre.

### Reconversion

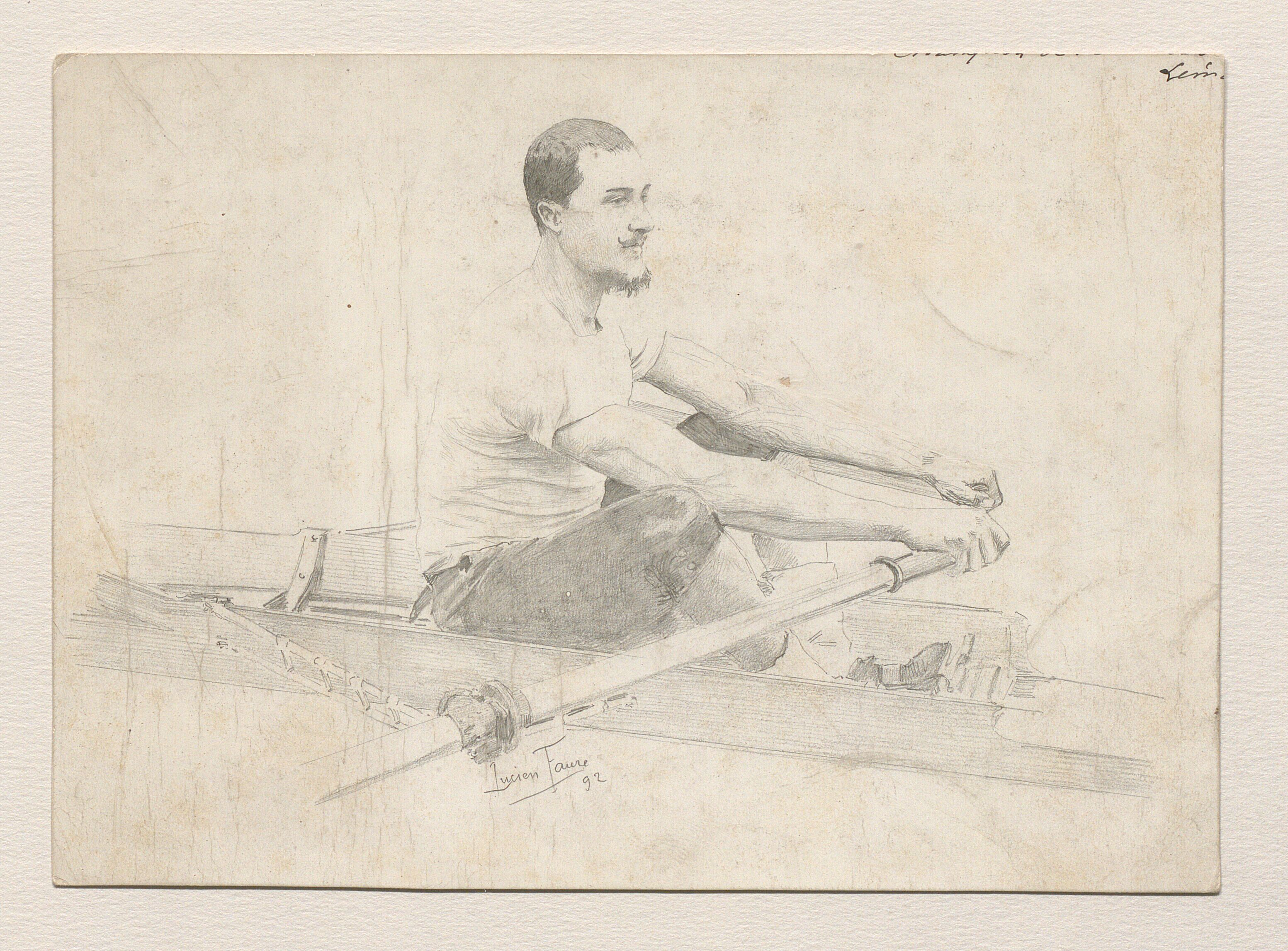
Portrait (1892) par Louis Lucien Faure-Dujarric (BNF).

Au cours de sa carrière, il dessina les plans de la première yole tangentielle. En 1880, il introduisit en France la barre de pieds mobile. Ces voyages en Angleterre lui permirent d'introduire en France des réformes dans le matériel, dans l'entraînement et dans la manière de ramer.
Après sa carrière, il décide d'abandonner l'architecture et il devient entraîneur et constructeur de bateau,,,. Il commença son chantier naval au Perreux en 1890, puis s'installa à Joinville-le-Pont.
Il a été l'entraîneur de Maurice Gresset en 1894, année où il remporta le championnat de France et le championnat d'Europe. Les deux années suivantes, il entraîna le club italien de l'époque, le Reale Società Canottieri Cerea de Turin.
Il est mort d'une longue maladie le 10 septembre 1934 à Nogent-sur-Marne,.

## Résultats
Il a remporté à neuf reprises le titre de champion de France en skiff. Il a remporté le titre de 1876 à 1883 ainsi qu'en 1886. Il a remporté le Championnat de la Marne à quatre reprises en 1881, 1883, 1884 et 1885.
Lein a pris au cours de sa carrière 482 départs. Il a obtenu les résultats suivants : 
| Courses              | Classement |
| -------------------- | ---------- |
| Premiers prix        | 360        |
| Seconds prix         | 54         |
| Troisièmes prix      | 5          |
| Course annulée       | 1          |
| Mises hors de course | 8          |
| Défaites             | 54         |

| Bateau | Nombre de victoires |
| ------ | ------------------- |
| 1      | 104                 |
| 2      | 108                 |
| 4      | 124                 |
| 6      | 22                  |
| 8      | 4                   |

| Année         | 1874 | 1875 | 1876 | 1877 | 1878 | 1879 | 1880 | 1881 | 1882 | 1883 | 1884 | 1885 | 1886 | 1887 | 1888 | 1889 |
| ------------- | ---- | ---- | ---- | ---- | ---- | ---- | ---- | ---- | ---- | ---- | ---- | ---- | ---- | ---- | ---- | ---- |
| Courses       | 17   | 50   | 32   | 23   | 16   | 35   | 16   | 33   | 34   | 25   | 33   | 38   | 33   | 39   | 40   | 18   |
| Premiers prix | 7    | 39   | 24   | 20   | 14   | 27   | 11   | 27   | 26   | 24   | 24   | 31   | 25   | 23   | 31   | 9    |

## Honneurs et distinctions
Il est considéré comme l'un des plus grands champions de l'aviron français. . En effet, il a remporté un nombre très importants de victoires et dominé les meilleurs rameurs étrangers. Il a connu ses plus grandes déceptions en Angleterre. Il est également considéré comme un grand entraîneur et constructeur de bateaux.
La Fédération française d'aviron lui a décerné en 1927 sa « grande médaille d'or ».

« Il faut le dire : qui n'a pas vu Lein, dans la consciente plénitude de sa force, ramer en skiff, n'a pas vu la perfection dans l'aviron de couple »

— « Ancien », L'aviron
.

## Publications

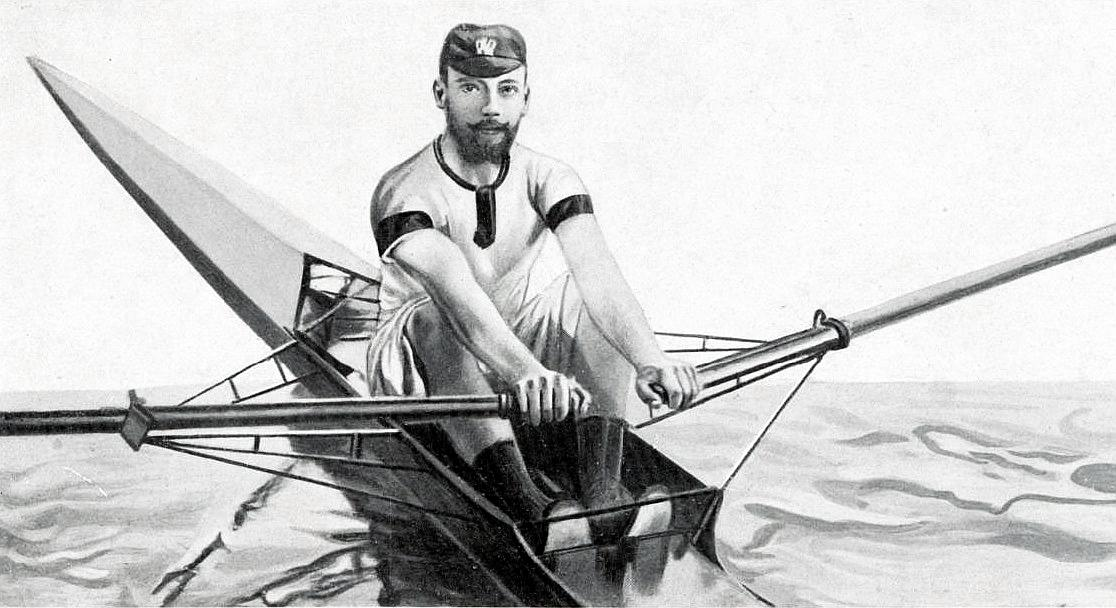
Alexandre Lein.

- Alexandre Lein et Georges Le Roy, Rowing-natation, 1913, 392 p. (lire en ligne)